# Pseudognaphalium beneolens
Pseudognaphalium beneolens là một loài thực vật có hoa trong họ Cúc. Loài này được (Davidson) Anderb. miêu tả khoa học đầu tiên năm 1991.